# Histoires de sexe(s)
 Pour plus de détails, voir Fiche technique et Distribution
Histoires de sexe(s) est un film français réalisé par Ovidie et Jack Tyler et sorti en 2009.
Il a été classé X par la Commission de classification des œuvres cinématographiques malgré les protestations des metteurs en scène qui le destinaient au circuit traditionnel avec sortie en salles, devenant ainsi le premier dans ce cas depuis Elle ruisselle sous la caresse (1996). La sous-commission recommande à l'unanimité une interdiction aux moins de 18 ans, mais la commission plénière classe le film X. L'arrêté de classement du ministre n'a jamais vu le jour, la demande de visa d'exploitation a été retirée.
Le scénario d'Histoires de sexe(s) s'inspire du Déclin de l'empire américain de Denys Arcand. Le film revendique une dimension pédagogique et a déjà été présenté lors d'un colloque à l'Université Bordeaux III.

## Synopsis
Deux dîners ont lieu simultanément. Agathe invite chez elle trois amies, Sandrine, Jennifer et Lise. Pendant ce temps, Jean-Philippe reçoit Bertrand, Seb et Franck. Les deux groupes se connaissent, certains sont en couple, et chaque participant au dîner parle de ses expériences sexuelles de son point de vue. Les points de vue des hommes et ceux des femmes sont souvent mis en parallèle. De nombreux flash-backs pornographiques viennent illustrer leurs propos.
D'entrée de jeu, Jennifer annonce qu'elle vient de faire l'amour dans une voiture avec un ex qui la raccompagnait. Lise est scandalisée par ce qu'elle considère comme de l'exhibitionnisme, et rebondit sur une statistique qu'elle trouve peu crédible : un magazine annonce qu'il y a 400 000 échangistes en France. C'est l'occasion pour Sandrine de raconter un plan à quatre qui s'est mal passé avec son mari Bertrand et deux inconnus contactés sur internet...
Jean-Philippe a préparé un repas au massalé pour ses hôtes, mais il est préoccupé. Sa petite amie Caroline n'arrête pas de l'appeler mais il lui ment en lui disant qu'il ne sera pas libre de la semaine. Il avoue bientôt au groupe qu'il n'est plus amoureux d'elle. En réalité, il fantasme sur la mère de celle-ci, Agathe. Seb, quant à lui, se vante de ses nombreux coups d'un soir mais ses amis savent qu'il ne satisfait pas vraiment ses partenaires...

## Fiche technique
- Titre : Histoires de sexe(s)
- Titre anglais international : Sex Stories
- Réalisation, scénario et montage : Ovidie et Jack Tyler
- Directeur de la photographie : Tarmi
- Son : Vince Arthur
- Maquillage : Chrystel
- Musique : Les Doulos
- Réalisation du making of : Christophe Crénel
- Société de production : French Lover TV (du groupe GTA)
- Société de distribution : Breaking Glass Pictures (DVD)
- Durée : 90 minutes (1 h 31)
- Genre : comédie de mœurs, pornographie
- Langue originale : français
- Pays d'origine :  France
- Dates de sortie :
  - France : 13 octobre 2009
  - Allemagne : 24 octobre 2009 (Pornfilmfestival Berlin (de))

## Distribution

### Membres des dîners
- Nomi : Agathe
- Leeloo : Sandrine
- Amélie Jolie : Jennifer
- Lou Charmelle : Lise
- Phil Hollyday : Jean-Philippe
- Rico Simmons : Bertrand
- Sebastian Barrio : Seb
- Cruz : Franck

### Autres personnages
- Judy Minx : Caroline (partenaire de Jean-Philippe)
- Milka Manson : Camille (partenaire de Franck)
- Eliska Cross : Elisa (plan à quatre avec Sandrine et Bertrand)
- Klement : Clément (plan à quatre avec Sandrine et Bertrand)
- Dino Toscani : Sergio (partenaire d'Agathe)
- Sabrina Sweet : Sabrina (partenaire de Seb)
- Philippe Duroc : l'inconnu du cinéma (partenaire de Sandrine)
- Lavandra May : la caissière (partenaire de Seb)
- Kennya : la serveuse du mariage (partenaire de Seb)

## Bande originale
Toutes les plages sont du groupe Les Doulos.
- Ouverture
- Virgule
- Superfunk
- Échange-moi
- À pas de chat
- Coup du siècle
- Clic clac cloc
- Ocre
- Lalalalala
- Chérie chérie
- La salle de bain
- Encore une fois
- Le Beverley
- Thème